# 漢委奴国王印
漢委奴国王印（かんのわのなのこくおういん、旧字体：漢󠄁委奴國王印）は、日本で出土した純金製の王印（金印）である。読みは印文「漢委奴國王」の解釈に依るため、他の説もある（印文と解釈を参照）。
1931年（昭和6年）12月14日に国宝保存法に基づく（旧）国宝、1954年（昭和29年）3月20日に文化財保護法に基づく国宝に指定されている。

## 来歴
1931年（昭和6年）に、同金印は当時の国宝保存法に基づく国宝（文化財保護法の「重要文化財」に相当）に指定され、世に知られるようになった。金印の出土地および発見の状態は詳細不明。福岡藩主黒田家に伝えられたものとして明治維新後に黒田家が東京へ移った際に東京国立博物館に寄託された。
1973年（昭和48年）に黒田家・東京国立博物館・文化庁の許可を得て、福岡市立歴史資料館が複製品を作成。材質純金24カラット。福岡市立歴史資料館・九州歴史資料館・文化庁・東京国立博物館も一顆を作成。翌年の1974年（昭和49年）より福岡市立歴史資料館にて展示。
その後福岡市美術館の開設に際して1978年（昭和53年）に黒田茂子（黒田長礼元侯爵夫人）から福岡市に寄贈され（黒田資料の一つ）、1979年（昭和54年）から福岡市美術館、1990年（平成2年）から福岡市博物館で常設展示されている。貸し出し中は複製品が展示されており、福岡市文化芸術振興財団ではこの複製品から型を取ったレプリカを博物館監修の元で販売している。

### 出土地

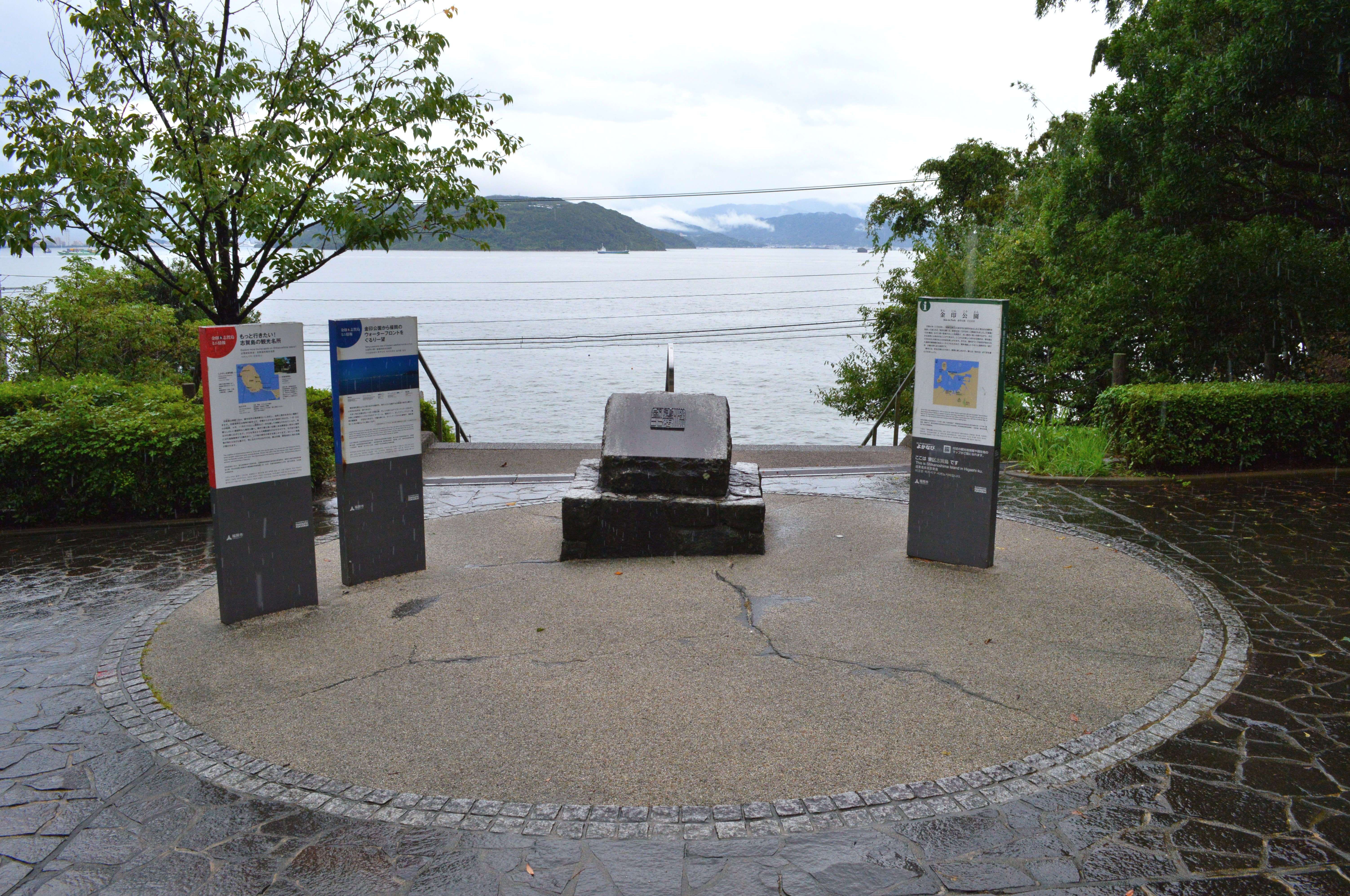
志賀島の金印公園
漢委奴国王印出土推定地。

文献上は筑前国那珂郡志賀島村叶崎（かのうのさき）または叶ノ浜とされている。志賀島（現・福岡県福岡市東区）の島内であるが、正確な場所は明らかとなっていない。
1914年（大正3年）、九州帝国大学の中山平次郎が現地踏査と旧福岡藩主黒田侯爵家の古記録及び各種の資料から、その出土地点を志賀島東南部と推定した。その推定地点には1923年（大正12年）3月、武谷水城撰による「漢委奴國王金印発光之処」記念碑が建立された。その後、1958年（昭和33年）と1959年（昭和34年）の2回にわたり、森貞次郎、乙益重隆、渡辺正気らによって志賀島全土の学術調査が行われ、金印出土地点は、中山の推定地点よりも北方の、叶ノ浜が適しているとの見解が提出された。ただし、志賀島には金印以外の当時代を比定できる出土品が一切なく、志賀海神社に祀られる綿津見三神は漢ではなく新羅との交通要衝の神であり直接の繋路はまだ見出されていない。
1973年（昭和48年）及び1974年（昭和49年）にも福岡市教育委員会と九州大学による金印出土推定地の発掘調査が行われ、現在は出土地付近は「金印公園」として整備されている。

### 発見の状態について
通説では、江戸時代の天明年間（天明4年2月23日（1784年4月12日）とする説がある）、甚兵衛という地元の百姓が水田の耕作中に偶然発見したとされる。発見者は秀治・喜平という2名の百姓で、甚兵衛は2人の雇用者であり、那珂郡奉行に提出した人物という説もある。一巨石の下に三石周囲して匣（はこ）の形をした中に存したという。すなわち金印は単に土に埋もれていたのではなく、巨石の下に隠されていたということになる。発見された金印は、郡奉行を介して福岡藩へと渡り、儒学者亀井南冥は『後漢書』に記述のある金印とはこれのことであると同定し『金印弁』という鑑定書を著している。
発見の経緯を記した「百姓甚兵衛口上書」は複製しかなく原本は散逸しており、所蔵する福岡市博物館によれば、いつなくなったのかも不明であるという。

## 外形

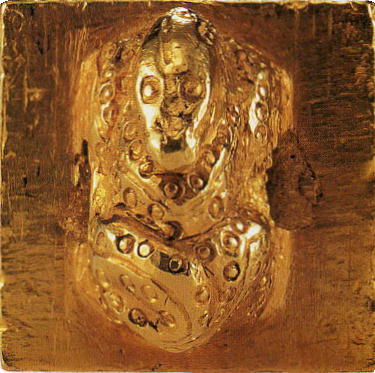
ヘビの鈕（ちゅう、「つまみ」）

1931年（昭和6年）に、金印が当時の国宝保存法に基づく国宝（文化財保護法の「重要文化財」に相当）に指定されたため、帝室博物館員入田整三が金印を測定し、「総高七分四厘、鈕高四分二厘、印台方七分六厘、重量二八.九八六六匁」の結果を得ている。
1953年（昭和28年）5月20日、戦後初めて金印の測定が岡部長章（最後の岸和田藩主岡部長職の八男、昭和天皇侍従）によって試みられた。「質量108.77 g、体積67 cc、比重約18.1」、貴金属合金の割合を銀三分、銅七分を常とする伝統的事実からして22.4Kと算定した。
1966年（昭和41年）に通商産業省工業技術院計量研究所（現独立行政法人産業技術総合研究所）で精密測定された。印面一辺の平均2.3477 cm、鈕（ちゅう、「つまみ」）を除く印台の高さ平均0.8877 cm、総高2.2367 cm、重さ108.7297 g、体積6.0625 cm3。鈕は身体を捩りながら前進する蛇が頭を持ち上げて振り返る形に作られた蛇鈕である。蛇の身は、蛇特有の鱗ではなく、円筒状の工具を捺して刻んだ魚子（ななこ）文で飾られている。蛇鈕は漢の印制とは合致しないが、現在確認されている印を眺めると、前漢初めから晋代までで26例知られ、前漢初期に集中しているものの、後漢以後でも13例知られている。駱駝鈕が、北方諸民族に与えられるのに対し、蛇鈕は南方諸民族に与えられた可能性が高い。日本は中国の東に位置し矛盾するように見えるが、この頃の中国は倭を南方の民族と誤解していたためだと考えられる。辺の長さは後漢代の1寸（約2.304 cm）に相当する。1994年（平成6年）の蛍光X線分析によると、金95.1%、銀4.5%、銅0.5%、その他不純物として水銀などが含まれ、出土している後漢代の他の金製品とも概ね一致している。
現在使用されている印鑑とは違って中央が少し窪んだ形状になっており、これは封泥用の印であると考えられる。後漢との正式な文書外交の展開で、恒常的に外交交渉を円滑に行うため、外臣と言えども漢の役人として印の使用を求められた可能性がある。1世紀の倭国内に木簡にしろ書簡にしろ封泥で閉じて通信する為の権力指令伝達機構や封をして読まれることをさけなければならないほどの識字率と広範な文字文化が既にあったと唱える研究者はおらず、今のところ国内での使用は考えられない。金印と同時代に中国から下賜されたとされる鏡やのちの律令国家で正当な権力であることを保証し見せる駅鈴のように、「これを持っていること（見せること）がすなわち権力の正当性の証」であった可能性もある。

## 印文と解釈

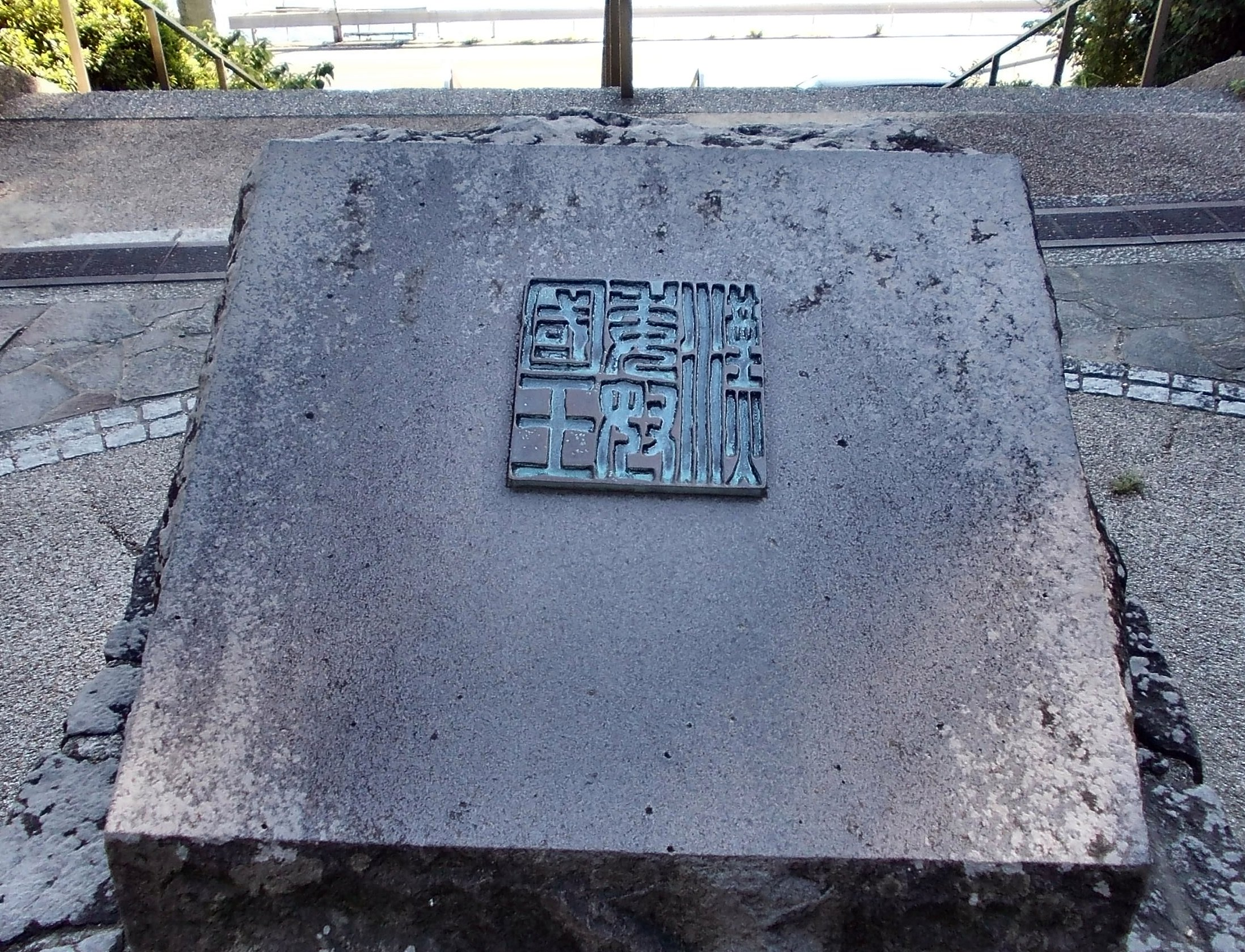
金印公園の漢委奴国王印

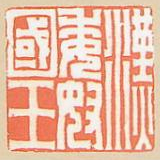
漢委奴國王印文

印文は陰刻印章（文字が白く出る逆さ彫り）で、3行に分けて篆書で「漢〈改行〉 委奴〈改行〉 國王」と刻されている。印文の解釈は、文字と改行に着目して諸説ある。
- 文化庁編『新増補改訂版 国宝事典』（便利堂、1976年）「考古 金印」の項では「その訓みについてはなお定説をみない」としている。
- 『日本大百科全書』（小学館、1984年）「金印」の項では「1892年（明治25）三宅米吉により「漢（かん）の委（わ）（倭）の奴（な）の国王」と読まれ、奴を古代の儺県（なのあがた）、いまの那珂郡に比定されて以来この説が有力である」としている。
- 京大日本史辞典編纂会編『新編日本史辞典』（東京創元社、1990年）では「現状では金印について問題点が多く存在する。発見者については秀治なるもの、出土地については金印公園の地がよりふさわしいとされる。また委奴国の読み方にも諸説ある。(1) 伊都国説、(2) ワのナ国説が代表的なものであろう」としている。

この金印は出土状態（土層、関連遺物の有無など）が不明であるため、それが実際に1世紀に制作されて1世紀に志賀の島に持ってこられて1600年間志賀の島の地中から動かなかったかどうかの検証ができないものであり、あくまでも『後漢書』「卷八五 列傳卷七五 東夷傳」の「倭奴國」「倭國」「光武賜以印綬」の記述にある印綬であると認識することが文化財としての価値を決定しているものである。よって、いずれの説も、この『後漢書』の記述を肯定的にしろ否定的にしろ念頭においてその文字やその国のさす範囲を検討するものである。
- 「委奴国」は「倭国」と同じで「やまとのくに」と訓じる説 - 亀井南冥[13]、竹田定良[14]。これは現在ではほとんど言及されない。
- 金印における「委奴」を『漢書』の「倭奴」の略字とし（委は倭の減筆）、「漢の倭（委）の奴（な）の国王」と訓じる説 - 落合直澄、三宅米吉[15]など。三宅は「奴」は儺津（なのつ）・那珂川の「ナ」で、倭の「奴国」を現在の那珂川を中心とする福岡地方に比定した。教科書などでも一般的にはこの説が通説となっている。
- 「委奴」を「いと」と読み、「漢の委奴（いと）の国王」とする説 - 藤貞幹[16]、上田秋成[17]、青柳種信[18]、福岡藩[19]、久米雅雄[20]、柳田康雄など。「委奴の国」を『三国志』「魏書東夷伝倭人の条」の伊都国に比定する[注釈 3]。

「漢＋民族（倭）＋国名（奴）＋官号」と「漢＋国名（委奴）＋官名」という概念はずっと議論されているものである。いわゆる大日本帝国時代に広められた万世一系単一民族観とも関連し、民族と国とどちらのほうがより大きなカテゴリなのかというイデオロギー論争を含むものである。江戸時代までは国といえば日本列島全体（天の下）というより各藩の範囲を意味したことを考えると、近代以前には国より民族のほうが大きなカテゴリとしてあったとみるほうが自然であるし、その逆に、天の下（日本列島全体）には民族という概念がなかったともいえる。ただし、中国史では、王朝と民族は密接に結び付いた概念である。とは言えイデオロギー論争はそうであっても、中国の古代の印章のなかに「民族名＋国名」の構造をもつ印章実例を一つも見いだしえないことは、通説「委」の「奴国」説の克服すべき難点であるとされている。
なお、三宅は「委奴＝伊都」国説を否定するにあたって、「委はワ行のゐ、伊はア行のい」であり、「両音の区別を明らかにしないならば言語はほとんど通じない」と述べている。これは、現代日本語では「委奴」と「伊都」はどちらも「いと」と発音するが、古代の日本語の発音では「委奴」と「伊都」は発音は同じではないので置き換えが可能であったはずがないというものである。

## 発音
倭と奴の発音は、藤堂明保編『学研漢和大字典』（学習研究社）によると
- 倭 - 上古音 uar 中古音 ua 近古音 uo 現代音 uə
- 奴 - 上古音 nag 中古音 no(ndo) 近古音 nu 現代音 nu

とされる。
ただしこれは、現代の中国語の方言と同様、中国の国土全体が古来単一音であったということを意味しないので、金印の印文の読音についても「漢語の方言論」の視点から再考すべきことが提唱されている。三宅の当時「ノ音はあってもド音はなかった」とする漢語単一論に対し、漢語方言論に基づく、地域を違えてのド音とノ音（ナ音）の同時並存説がある。久米雅雄は前漢の揚雄が著した『方言』や『漢書』西域伝に登場する「難兜国」へ頒給された印章「新難兜騎君」印に注目し、漢代には上古北方漢音系の「ど」と上古南方呉音系の「な」「の」が並存したとする説を提唱している。

## 中国史との比定

### 『後漢書』の記述との対応
『後漢書』「卷八五 列傳卷七五 東夷傳」に
という記述があり、後漢の光武帝が建武中元2年（57年）に奴国からの朝賀使へ（冊封のしるしとして）賜った印がこれに相当するとされる。
中国漢代の制度では、冊封された周辺諸国のうちで王号を持つ者（外臣）に対しては、内臣である諸侯王が授けられるよりも一段低い金の印が授けられた（詳しくは印綬の項を参照）。

### 滇王之印との対応
1955年（昭和30年）より発掘調査が始まった中華人民共和国雲南省晋寧県の石寨山遺跡（石寨山古墓群遺跡）からは50基の土坑墓や、青銅器を主とする副葬品4000点あまりが出土した。このうち1956年（昭和31年）の第2次発掘で6号墓より「滇王之印」と書かれた金印などが発掘されており、古代の国家滇王の印とされている。またこの金印出土により、この古墳群が古代滇国の国王および王族の墓地（石寨山滇国王族墓）であることが判明した。滇王之印の外形は印面一辺2.4 cmの方形、高さ2 cm、重さ90 g。上面の鈕は蛇鈕である。印文は陰刻「滇王之印」の四字二行。
その寸法の形式から明らかに漢印であり、『史記』西南夷列伝の、武帝が元封2年（紀元前109年）に滇王へ王印を下賜したという記事に対応する。
西嶋定生はこの滇王之印と日本の福岡で出土した漢委奴国王印が形式的に同一であることを指摘しており、両印ともに蛇鈕であり、その年代は紀元前109年と57年というおよそ166年の隔たりがあるが、ともに外民族の王が漢王朝に冊封を受けたしるしであったとしている。

### 廣陵王璽との対応
1981年（昭和56年）、中華人民共和国江蘇省揚州市外の甘泉2号墳で「廣陵王璽（こうりょうおうじ）」の金印が出土した。2.3 cmの正方形、高さ2.1 cm、123 gそれは永平元年（58年）に光武帝の第9子で廣陵王だった劉荊に下賜されたものであり、字体が漢委奴国王印と似通っていることなどから、2つの金印は同じ工房で作られた可能性が高いとされる。西嶋定生は廣陵王璽金印は箱彫りで漢委奴国王印は薬研彫りであること、志賀島の金印の綬色は紫綬であるのに対して、廣陵王璽は「印」でなく「璽」とあることからその綬色は赤綬か綟綬（レイ：緑色）ではないかということを指摘した上で、蛍光X線分析による元素測定が待たれるとした。これに対し高倉洋彰は、漢委奴国王印と廣陵王璽は共に薬研彫りとして、鈕を飾る亀の甲羅の縁に魚子文の印刻がある点が共通し、これらは2つの金印を制作した工房の一致を窺わせるとする。

### その他
1936年、現ベトナムのタインホア省Tat Ngôで「晉帰義叟王」との刻印のある金印が発見されている。西晋朝との関係が推測されている。

## 偽造説
形式・発見の経緯に不自然な点があるとして、中世・近世に偽造された贋作であるとの説が、これまで幾度も唱えられてきた。1836年に、国学者の松浦道輔（1801年-1866年）が偽造説を唱えたのが初めといわれる。
考古学的にいえば、出土がこれほどまでに不明確なものは本来ならば史料として扱うのは困難である。それが史料として扱われてきたのは、ひとえに『後漢書』の「印綬」がこれであるという認識のみからに他ならない。
また、印綬の形式が漢の礼制に合わないという意見もあった。これに対しては、漢代といっても時代が異なるが、蛇鈕を持つ滇王之印の発見をもって漢の礼制に合うとする意見もある。
ほか、三浦佑之は著書『金印偽造事件―「漢委奴國王」のまぼろし』において、
- 発見地点の付近では、奴国に関する遺構が一切見つかっていない
- 発見時の記録にあいまいな点が多いこと
- 江戸時代の技術なら十分贋作が作れること
- 滇王之印に比べると稚拙

などの点を根拠に亀井南冥らによる偽造説を唱えた。なお、三浦は、南冥は才能ある学者であるが、策士で野心家でもあった。金印の発見は南冥が福岡藩に2つある藩校の1つの館主に就いた直後であった。南冥は競争相手の藩校を出し抜くために役人、商人と結託して金印を偽造したのではないかという。
それに対し、高倉洋彰は
- 漢代の一寸の実長が判明するまでには長い研究の積み重ねが有り、これが実証されたのは20世紀も後半である。江戸時代以前に知ることは困難で、官印の拓影や封泥などを測れば分かりそうに思えるが、出回っていた印譜集などを測ってもまちまちな数字になってしまう。
- もし、贋作者が漢代の官印が方一寸であるのを知るとしたら『漢旧儀』から得たとしか考えられないが、その『漢旧儀』に蛇鈕は載っていない。もし偽物を造るなら、『漢旧儀』に載った亀鈕か、駱駝鈕にするはずである。また、蛇鈕には前漢から晋代までの時代により明確に4段階に分けられるが、漢委奴國王印はその変遷と矛盾しない。江戸時代に、蛇鈕の時代的変遷を知ることは不可能である。
- 「漢委奴國王」の文字も、偽作するなら『後漢書』の記述に従って「委」を「倭」にする方が自然である。更に「王朝名+民族名+部族名+官職名」とする印文の構成は、匈奴印や叟印と一致しており、これが偶然の一致とは考えられない。

などを論拠に、江戸時代及びそれ以前においては、日本国内はもとより中国であっても知識と情報量が圧倒的に不足しており、偽作は不可能としている。
また、安本美典は偽物に「倭」ではなく「委」を使用するのは不自然とする。また同一工房で同時期に「廣陵王璽」と「漢倭奴国王」の金印が製作されたとして
- 辺長が、後漢時代の一寸に合っている。
- 鈕にある魚子鏨（ななこたがね）の文様は、同一の鏨（たがね）によって打ち出されている。
- 文字は、Ц型とV型の箱彫りに近い形で彫られ、字体もよく似ている。

という点を指摘する。更に安本は、上述の高倉論文を踏まえて
- 印文の「漢」の字に近い字体は、江戸時代に入手可能な『顧氏集古印藪』『甘氏印正（集古印正）』『宣和集古印譜』といった印譜集には殆ど見られない。
- 僅かに『宣和集古印譜』に2点類例があるものの、同書では「親魏倭王」[注釈 5]など「委」に人編が付いている。同書を元に偽造するなら、「倭」とするのが自然である。「倭」の字は人編を取らねばならないほど複雑な字ではない。また後漢時代、「委」と「倭」は共に「わ」に近い音だったが、江戸時代には「委」は「ゐ」、「倭」は「わ」に近い音である。
- 『宣和集古印譜』には蛇鈕は一つも載っておらず、他の二著でも同様である。もし偽作するなら、同書の「親魏倭王」と同様に、銅印亀鈕にするはずである。
- 「滇王之印」と印台の高さ、総高、重さを比較すると、金印のほうがやや大きいものの160-70年の制作年の開きを考慮すれば、ほぼ同じ規格で作られていると見てよい。また両者の金の含有量は近く、印全体の印台の占める割合も一致しており、これを偶然とは見なし難い。

これらの論拠から、金印は摩耗が少なく使用された形跡が殆ど無いなど偽作説にやや有利な材料もあるものの、真印と考えた場合の不都合さと、偽印と考えた場合の不都合さを比較すれば、現状真印である可能性のほうが高いとしている。
宮崎市定は著書『謎の七支刀―五世紀の東アジアと日本』で、同僚の中村直勝から、金印の真物が2個存在することを聞かされたと記している。
工芸文化研究所理事長の鈴木勉は、著書『「漢委奴國王」金印・誕生時空論』で、
- 廣陵王璽は下書き通りの文字線を忠実に彫ることに適さない「線彫り」で作られている。
- 「漢委奴國王」金印の文字線は布置（印面のデザイン）を忠実に再現する技法である「浚い彫り」を採用している。
- 魚々子文様の各部寸法の測定結果では外形が異なることから、両印の魚々子文様に同じたがねは使用されていない。

ことを指摘し、同一時期の同一工房ではないとした。これにより「漢委奴国王」金印と「廣陵王璽」は兄弟印ではないとし、光武帝下賜説の論拠が失われたとしている。
2005年、廣陵王璽の蛍光X線分析がおこなわれたが、南京博物館が拒否しているという理由で分析結果は公表されていない。

## 漢委奴国王印をモチーフにした作品

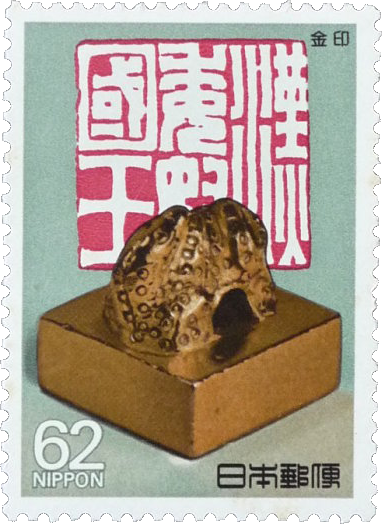
特殊切手第３次国宝シリーズ第８集 (1989)： ｢漢委奴国王金印」(1784年出土)

コンピュータゲーム
『アドベンチャーイン博多』ユニオンプランニング、1983年、PC-8801用ソフト。盗まれた金印を探すゲーム。
ＴＶ番組
『ドゲンジャーズ』金印がキーアイテムであり、金印が発見された日付と同じ4月12日に放送を開始した。